# Jan Smit (politicus)
Jannes (Jan) Smit (Diever, 6 augustus 1939) is een Nederlands politicus van het CDA.
Hij begon in 1956 zijn carrière als beleidsmedewerker bij de gemeente Diever. Twee jaar later werd hij ambtenaar bij de gemeente Purmerend en van 1962 tot 1969 werkte hij bij de gemeente Heerhugowaard. Daarna maakte hij de overstap naar de gemeente Den Helder waar hij het bracht tot hoofd algemene zaken en chef van het kabinet. In 1978 volgde zijn benoeming tot secretaris van het gewest Kennemerland. In januari 1982 werd Smit de burgemeester van Oudewater en in maart 1987 volgde zijn benoeming tot burgemeester van Losser. In mei 2000 ging hij daar vervroegd met pensioen.